# Una parte de la euforia
Una parte de la euforia es un DVD-Documental sobre la  banda de rock argentina Soda Stereo, el cual fue grabado desde 1983 (comienzo de la banda) a 1997 (la separación de la banda). El DVD contiene filmaciones de escenas de conciertos, backstage, entrevistas, ensayos, pruebas de sonido y presentaciones en televisión, entre otras.

## Capítulos

### 1. 1983-1987: Camino A La Fama
Este capítulo relata los comienzos de la banda hasta la gira de Signos y el disco en vivo Ruido Blanco. Contiene el backstage del video "Cuando pase el temblor", entrevistas sobre los álbumes Soda Stereo y Nada Personal, filmaciones de conciertos en Estadio Obras Sanitarias y la Gira Signos. Se cierra el capítulo con "Ruido Blanco cierra la etapa de peinados raros, las vestimentas exóticas y, además, la música liviana".

### 2. 1988-1989: El Gran Paso
Después del capítulo "Camino a la fama", este episodio contiene filmaciones de la grabación del álbum "Doble Vida", el ensayo de "En La Ciudad de La Furia" y la grabación de voz de "Terapia de amor intensiva", así como grabaciones de conciertos de la gira "Doble Vida".

### 3. 1990-1991: La consagración
Este capítulo tiene filmaciones de la grabación del álbum "Canción Animal", el concierto gratuito realizado en la Avenida 9 de Julio y filmaciones de las 14 funciones del Teatro Gran Rex.

### 4. 1992-1993: La experimentación
El capítulo "La Experimentación" contiene filmaciones de la grabación de "Dynamo" y la canción "Zona de Promesas". Además, la canción "Luna roja" en "Fax en concierto", imágenes en el Estadio Obras Sanitarias y filmaciones de conciertos de la "Gira Dynamo".

### 5. 1995-1997: La despedida
Este capítulo trata sobre el fin de Soda Stereo. Hay entrevistas a los miembros de la banda sobre la separación y la gira "El último concierto" que terminaría en el Estadio River Plate.
Los bonus que tiene el DVD son: "Los Inicios", "Sesión de fotos Doble Vida" (en donde muestra la sesión de fotos para la portada del álbum de 1988), "Las Giras", "Detrás de escena de "En la ciudad de la furia", "La Inspiración" (Acerca de las letras) y "Soda Stereo en España".

## Certificaciones
| País      | Organismo certificador | Certificación | Ventas certificadas | Ref.  |
| --------- | ---------------------- | ------------- | ------------------- | ----- |
| Argentina | CAPIF                  | Platino       | 8000                | [ 3 ] |